# Tim Brabants
Jules Timothy (Tim) Brabants (ur. 23 stycznia 1977 w Chertsey), brytyjski kajakarz. Trzykrotny medalista olimpijski.
Pływa w jedynce. Pierwszy medal olimpijski - brązowy - wywalczył w 2000 w Sydney na dystansie 1000 metrów. Osiem lat później zwyciężył w rywalizacji na tym dystansie, a na 500 metrów był trzeci. Trzy razy stawał na podium mistrzostw świata, a w 2007 zdobył tytuł mistrzowski (1000 m). Był także medalistą mistrzostw Europy.

## Starty olimpijskie (medale)
Sydney 2000
- K-1 1000 m -  brąz

Pekin 2008
- K-1 1000 m -  złoto
- K-1 500 m -  brąz